# Hygrobates occidentalis
Hygrobates occidentalis är en kvalsterart som beskrevs av Marshall 1943. Hygrobates occidentalis ingår i släktet Hygrobates och familjen Hygrobatidae. Inga underarter finns listade i Catalogue of Life.